# Den hangulu
Den hangulu (severokorejsky 조선글날 – Čosŏngŭllal, jihokorejsky 한글날 – Hangŭllal) je korejský svátek upomínající na zavedení hangulu, korejského písma, králem Sedžongem. V Jižní Koreji je od roku 1970 (s výjimkou let 1990–2012, kdy byl dočasně upozaděn po zavedení Dne Spojených národů) Den hangulu státním svátkem.
V Severní Koreji je slaven 15. ledna a v Jižní Koreji je slaven 9. října. Každá ze zemí totiž slaví jinou událost spojenou s jeho zavedením. V Severní Koreji je slaven 15. leden 1444, kdy byl vytvořen Hunmindžŏngŭm, návod k použití nového písma, zatímco v Jižní Koreji je slaven 9. říjen 1446, kdy byl Hunmindžŏngŭm oficiálně zveřejněn.
V roce 2009 byla v rámci jihokorejských oslav slavnostně odhalena socha krále Sedžonga na náměstí Kwanghwamun v Soulu.